# Uborkaszezon
Az uborkaszezon (vagy ugorkaszezon) kedélyes, főleg a sajtónyelvben használt kifejezés arra a nyári (július végi – augusztusi) időszakra, amely általában eseménytelenebb a politikai életben, mint az azt megelőző vagy a szeptemberrel kezdődő időszak. 
A magyar nyelvű sajtóban az 1870-es évektől bukkan föl.
A kifejezés használata gyakran pejoratív, mivel arra utal, hogy az újságírók ebben az időszakban keresik, hogyan tarthatnák fenn a közönség figyelmét, pl. tudatosan nagyítanak fel lényegtelen híreket.

## A szó eredete
Az uborka és a szezon (időszak) összetétele. Utal arra az időszakra, amikor szokásos az uborka télre való eltétele. A német Sauregurkenzeit tükörfordítása. Hasonló értelmű, de más képi világú pl. a francia "saison morte" (holtszezon) kifejezés.